# Agatha Christie’s Great Detectives Poirot and Marple
Agatha Christie's Great Detectives Poirot and Marple (яп. アガサ·クリスティーの名探偵ポワロとマープル агата курисути: но мэйтантэй поваро то ма:пуру, Детективы Агаты Кристи: Пуаро и Марпл) — детективное 39-серийное аниме, снятое на студии Oriental Light and Magic, и одноимённая манга. Представляет собой экранизацию известных романов и рассказов Агаты Кристи о Эркюле Пуаро и мисс Марпл. Для того, чтобы связать сериал в единое целое добавлен персонаж, отсутствующий в оригинальных произведениях, — девушка Мейбл Уэст, дочь племянника мисс Марпл Раймонда Уэста (и следовательно внучатая племянница Марпл), работающая помощницей у Эркюля Пуаро.

## Отношение к первоисточнику
Несмотря на появление Мейбел, экранизация достаточно точно передаёт сюжеты использованных произведений, однако есть много мелких изменений, на сюжет не влияющих. Можно отметить довольно сильное изменение образа Гастингса и более молодую, чем в оригинальных романах и рассказах, мисс Лемон. Из рассказов, взятых из сборника «Тринадцать загадочных случаев», изъято упоминание о клубе «Вторник».

## Персонажи
Эркюль Пуаро — знаменитый частный детектив. Немолодой бельгиец, когда-то работавший полицейским инспектором у себя на родине. Попал в Англию во время первой мировой войны как беженец. Затем остался там и открыл частное сыскное бюро.
Сэйю: Сатоми Котаро
Гастингс — молодой помощник Пуаро, работающий у него. Соответствует капитану Гастингсу оригинальных произведений. Однако в оригиналах Гастингс был не сотрудником, а другом Пуаро, периодически помогающим ему. Кроме того, «книжный» Гастингс значительно старше.
Сэйю: Хирофуми Нодзима
Мисс Лемон — секретарша Пуаро. Женщина средних лет.
Сэйю: Ацуко Танака
Инспектор Шарп — полицейский инспектор, старый друг Пуаро. В оригинале ему соответствует инспектор Джепп.
Сэйю: Юсаку Яра
Мисс Джейн Марпл — пожилая женщина из деревушки Сент-Мери-Мид, помогающая расследовать преступления.
Сэйю: Каору Ятигуса
Констебль Херст — полицейский из Сент-Мери-Мид, хороший знакомый мисс Марпл.
Раймонд Уэст — племянник мисс Марпл, писатель, сочиняющий детективы.
Мэйбл Уэст — 16-летняя девушка, работающая ассистентом Пуаро. Отсутствует в оригинальных произведениях.
Сэйю: Фумико Орикаса
Оливер — утёнок Мэйбл Уэст. Отсутствует в оригинальных произведениях.
Сэйю: Масако Дзё